# فيديريكو جامبوا
فيديريكو جامبوا (بالإسبانية: Federico Gamboa)‏ هو صحفي وكاتب وروائي ودبلوماسي وكاتب مسرحي وسياسي مكسيكي، ولد في 1864 بمدينة مكسيكو في المكسيك، وتوفي بنفس المكان في 1939. انتخب وزير الخارجية ‏.

## روابط خارجية
- فيديريكو جامبوا على موقع IMDb (الإنجليزية)
- فيديريكو جامبوا على موقع قاعدة بيانات الفيلم (الإنجليزية)